# カネが泣いている
『カネが泣いている』（かねがないている）は、国友やすゆきの漫画。講談社の週刊漫画雑誌『モーニング』で2004年13号から46号まで連載された。
消費者金融の支店長が、苦悩しながら愚直に消費者へ融資・回収をする様を描く。

## ストーリー
人事異動、その後に
営業成績が悪化している三本駅前支店の支店長に転属となった高木の最初の目標は、回収率95％を達成するため、延滞客へ片っ端から電話をし、貸付金の回収を行うことだった。
与信
就職内定を得ているが正式に就職していない松浦勉が、返済計画表を手に三本駅前支店に40万を借りに来た。高木は外回りの営業をしていた松浦の靴の手入れの良さと、鞄を大事に使っているのを見て、30万円貸すことを決める。しかし、松浦への新規貸付は延滞になってしまう。
死してなお
2年ほど前に資した200万円もの大口融資の返済が、残債が150万も残っている時点で、顧客である富田伸夫の死亡により止まった。顧客死亡の場合の財借返済保険を請求するため、富田の遺族に死亡診断書を求めるが、その際、富田伸夫が中小企業経営者であるのに大学教授と職業詐称していたことが判明する。
借りる女
3社の消費者金融から10万ずつ借りていた小宮理華が、三本駅前支店に5万円を借りに来た。小宮への新規貸付が延滞となったため、貸付を担当した野上は小宮のことを調べると、小宮が金にルーズであることと、信販系のクレジットカードでも借り入れをしており、100万円近い借金をしていたことが判明する。そこで、野上は100万円の借金をハッピーサポートに一本化するコンソリを提案する。
守るべきもの
高木夫妻は近所のホームパーティーに誘われる。パーティーを主催した藤崎は、有機栽培の通信販売の会社を経営しているが、残業なしで土日も完全休みと家族全員で食事を取る家族思いな人物。高木夫人は藤崎夫妻から無農薬野菜の畑のオーナーになるように持ち掛けられ、小遣いから10万円を出資する。
再会
高木は銀行時代の上司である天野満と再会する。この再会を機に、高木は天野から会社外で金を貸すことを求められ、小遣い1ヶ月以上がふっとんでしまう。その後、天野が高木の名誉を回復するために支店長と反発し、干されて銀行を辞めた後は再就職できず、いろんな人物に金を借りていることを聞かされる。そして、天野は心臓病の薬を買うために、医者の診断書を用意して高木に金を借りにくる。
宿敵
一時期のピンチを脱出し、営業成績も順調に回復してきた三本駅前支店。しかし、そんな中、三本駅前支店の顧客から利子の過払い返還訴訟を起こされる。これを機に、丸川の顧客情報の漏洩、強姦事件なども発覚し、三本駅前支店だけでなくハッピーサポートにとっても打撃になる。

## 登場人物
高木誠
中堅消費者金融ハッピーサポート三本駅前支店長。元第壱銀行の銀行員だったが、不正融資の責任を押し付けられて退職となる。ハッピーサポートに転職してから半年で支店長に昇進。35歳。人の身なりを与信情報にする能力に長けている。
島田
ハッピーサポート南西地区部長で高木の上司。高木の大学時代の先輩。部下を使い捨ての駒と考えている。
丸川
ハッピーサポート三本駅前支店勤務。転職組で入社5年目。半年間、三本駅前支店長になるも、成績が悪かったために平行員に降格となった。支店長時代は時間外回収や威圧的な電話や行員への自主的な借入れなど、違法行為や規則違反を行っていた。
篠原
ハッピーサポート三本駅前支店勤務。入社5年目の女性社員。
野上
ハッピーサポート三本駅前支店勤務。入社2年目の男性社員。
高木聡子
高木誠の妻。元第壱銀行の銀行員だったが、高木との結婚で退職し、専業主婦となる。夫が消費者金融に転職したことは口には出さないが後悔している。32歳。
高木和也
高木誠、高木聡子夫妻の息子。小学3年生。父親が朝早くから夜遅くまで仕事をしているため、あまり顔を合わせていない。
水沢恭子
金貸しを憎んでいる女性弁護士。